# Brocciu
El Brocciu corse, o Brocciu, es un queso francés de la región de Córcega, que se beneficia de una AOC desde el 10 de junio de 1983, y DOP a nivel europeo por el Reglamento de la Comisión n.º 1107/96. La producción de leche y de suero de leche, la fabricación y la maduración de este queso se efectúan en los departamentos de Alta Córcega y Córcega del Sur.

## Historia
Es muy apreciado por los corsos que lo consideran su «queso nacional». «Quien no lo ha probado, no conoce la isla» escribió Émile Bergerat a finales del siglo XIX. La isla de Córcega tiene un clima soleado, y una orografía áspera por la que los rebaños de ovejas y cabras pastan libremente. Obtuvo la denominación de origen en 1983, en un tiempo en que este producto no era considerado como un queso, sino un producto lácteo. Es la única AOC de suero de leche. Como todos los AOC, su etiqueta debe poner "Appellation d'Origine Contrôlée" justo debajo de la denominación "Brocciu Corse" o "Brocciu". Es obligatorio mostrar el logotipo del INAO.

## Elaboración
Se fabrica a partir de suero de leche al que se añade leche entera en una proporción que varía del 25 al 35 %. Se vende fresco. La producción fue de 485 en la temporada 2001-2002 (- 25 % que en 1996) de las que 100 toneladas se producen en granja (fuente INRA 2004).

## Características
Es un queso elaborado a base de leche de oveja o de cabra, de pasta fresca, de un peso que varía entre los 250 gramos a los 3 kilos. Tiene entre 40 y 51% de materia grasa. Tiene forma de cono truncado. El brocciu es blanco y cremoso en estado fresco. También puede madurar y tomarse curado, con la pasta cubierta de una fina película de color blanco.

## Degustación
Su periodo de degustación óptima es de noviembre a junio, pero también resulta excelente de marzo a noviembre. Es generalmente consumido de postre, endulzado con una gota de aqua vitta pero también es ingrediente de numerosos platos corsos (Pulenta, omelette, cannelloni, verduras rellenas...) entre ellos el célebre Fiadone, postre tradicional. Dulce, puede acompañarse de confitura, con sal y pimienta. Marida bien con un marc de Córcega. 

## Denominación de origen
A nivel nacional, en Francia, el Brocciu o Brocciu Corse es reconocido como appellation d'origine contrôlée (AOC) desde 1998. A partir de 1996, es una denominación de origen protegida (PDO) ante la Unión Europea. A nivel internacional, cuenta con registro como denominación de origen, conforme al Sistema de Lisboa, ante la Organización Mundial de la Propiedad Intelectual, desde el 29 de junio de 1998.